# Жазык (Абайская область)
Жазык (каз. Жазық) — село в Жанасемейском районе Абайской области Казахстана. Административный центр и единственный населённый пункт Жазыкского сельского округа. Код КАТО — 632847100.

## Население
В 1999 году население села составляло 543 человека (263 мужчины и 280 женщин). По данным переписи 2009 года, в селе проживал 371 человек (191 мужчина и 180 женщин).